# Gabriele Rossetti (dichter)

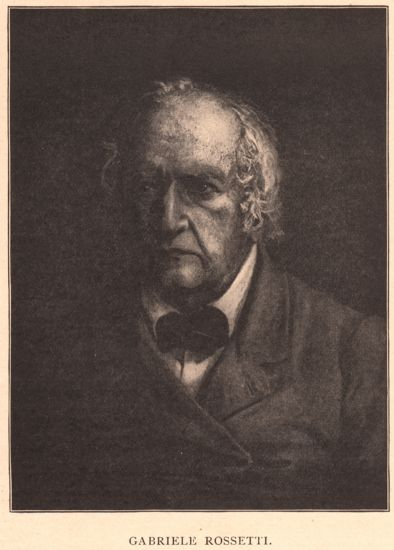
Gabriele Rossetti

Gabriele Pasquale Giuseppe Rossetti (Vasto, Italië, 28 februari 1783 – Londen, 24 april 1854) was een Italiaans dichter en geleerde. De familie dankt haar naam aan het veelvuldig voorkomen van de rode haarkleur bij haar leden.
Vanwege zijn steun aan de revolutionaire nationalisten (Carbonari?) moest hij in 1821 het land verlaten. Na enige jaren te hebben doorgebracht op Malta vestigde hij zich in 1824 in Londen. Hier gaf hij les in Italiaans en werd in 1831 professor aan het King's College London. In 1846 publiceerde hij zijn lange romantische gedicht Il veggente in solitudine. In 1849 verscheen zijn autobiografie.
Op 43-jarige leeftijd trouwde hij met Frances Mary Lavinia Polidori, wier vader, Gaetano Polidori, een eveneens uit Italië gevluchte schrijver was. Uit het huwelijk kwamen vier kinderen voort:
- Maria Francesca Rossetti (1827-1876)
- Dante Gabriel Rossetti (1828-1882)
- William Michael Rossetti (1829-1919)
- Christina Georgina Rossetti (1830-1894)

## Werken
Naast literatuurkritiek, vooral over Dante onder meer poëzie:
- Odi cittadine (1820)
- Iddio e l'uomo (1833, tweede versie 1843)
- Il veggente in solitudine (1846)
- L'arpa evangelica

- Biblioteca Nacional de España: XX1185855
- Bibliothèque nationale de France: cb120793137 (data)
- CiNii: DA03693209
- Gemeinsame Normdatei: 118791230
- International Standard Name Identifier: 0000 0001 1023 7034
- Library of Congress Control Number: n85152221
- Nationale Bibliotheek van Tsjechië: jn20040414006
- Nationale bibliotheek van Australië: 35744597
- Nationale Bibliotheek van Israël: 987007273915205171
- Nationale Bibliotheek van Polen: a0000001058955
- Nationale en Universitaire bibliotheek Zagreb: 000381758
- Nederlandse Thesaurus van Auteursnamen: 074620606
- Réseau des bibliothèques de Suisse occidentale: 02-A003761998
- Istituto Centrale per il Catalogo Unico: CFIV012773
- LIBRIS: 293726
- SNAC: w6qv4jdg
- Système universitaire de documentation: 029096227
- Trove: 1067628
- Virtual International Authority File: 32021274
- WorldCat: E39PBJhMmCW4DVYxTTkqxbwjYP